# Drepanium procerrimum
Drepanium procerrimum là một loài Rêu trong họ Hypnaceae. Loài này được (Molendo) G. Roth mô tả khoa học đầu tiên năm 1904.